# Pacific Southwest Airlines
Pacific Southwest Airlines (PSA) war eine amerikanische Fluggesellschaft mit Sitz in San Diego (USA). Sie war ab ihrer Gründung im Jahr 1949 eine der renommiertesten und bekanntesten Fluggesellschaften in Amerika. PSA fusionierte 1987 mit USAir.

## Geschichte

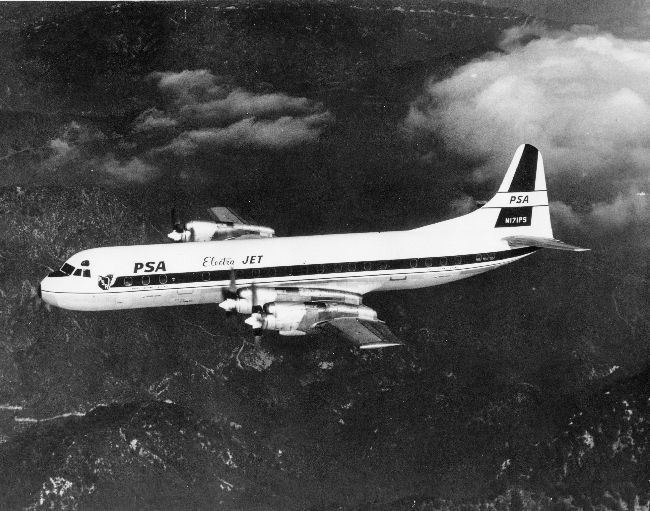
Eine Lockheed L-188 Electra der PSA in den 1960ern

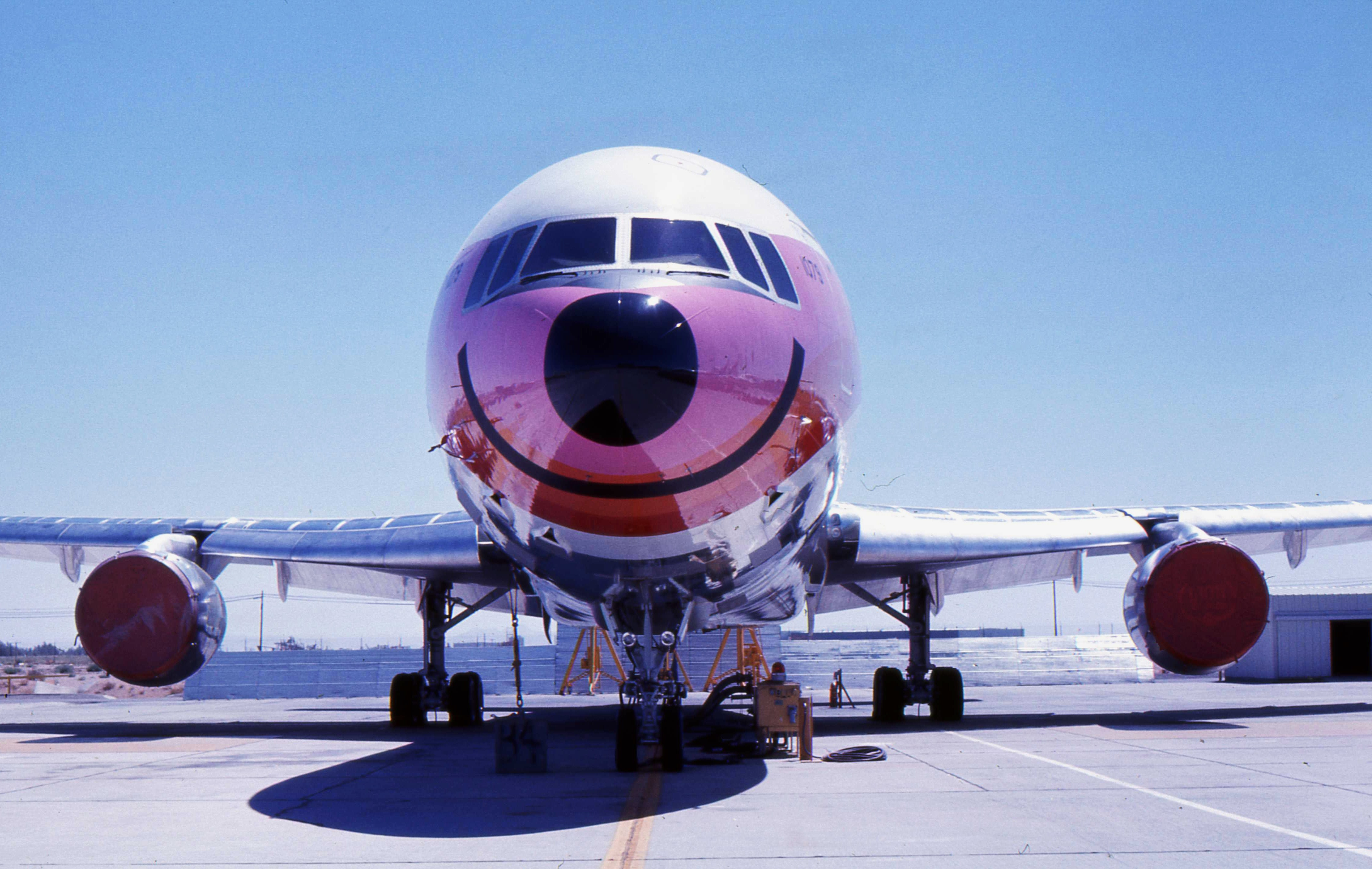
Beispiel des Lächelns an einer TriStar

Die PSA wurde 1949 mit einer geleasten Douglas DC-3 gegründet, welche einmal wöchentlich zu Billigpreisen von San Diego nach Oakland via Burbank flog. Ein Flug nach Oakland (über Burbank) kostete zum damaligen Zeitpunkt ca. 16 Dollar. Als Ticket-Verkaufsstelle diente eine umgebaute Latrine aus dem Zweiten Weltkrieg. Im Jahr 1951 überquerte die Gesellschaft die Bucht von San Francisco und flog den San Francisco International Airport an. Im Jahr 1955 kaufte man zwei Douglas DC-4 von Capital Airlines und malte Kästchen um die Fenster, damit die Flugzeuge der moderneren Douglas DC-6 ähnlich sahen.
Während der 1960er Jahre flog PSA die Route San Diego-San Francisco mit Maschinen des Typs Lockheed L-188 Electra. Diese wurden am Ende des Jahrzehnts durch Boeing 727-214 und Boeing 737-214 ersetzt. Kurzzeitig wurden auch Lockheed L-1011 eingesetzt. Diese erschienen jedoch als zu unwirtschaftlich und wurden deshalb bald wieder verkauft. Im gleichen Zeitraum erweiterte man das Streckennetz innerhalb Kaliforniens um San Jose, Long Beach und Ontario. Im Jahr 1980 wurde am Los Angeles International Airport ein Drehkreuz aufgebaut, und als erste US-Fluggesellschaft stellte PSA den Flugzeugtyp MD-80 im Dezember 1980 in den Liniendienst. Insgesamt wurden 19 MD-81 und 12 MD-82 an PSA ausgeliefert, wodurch innerhalb einer recht kurzen Zeit die bislang eingesetzten Boeing-727-Flotte ersetzt werden konnte.
Nach der Deregulierung des Luftmarkts in den USA lieferten sich die großen überregionalen Fluggesellschaften PSA, Air California, Western Airlines und United Airlines einen extremen Preiskrieg. PSA begann damit, ihr Netzwerk über die Grenzen Kaliforniens hinaus mit Flügen nach Reno (Nevada), Las Vegas, Salt Lake City und Phoenix (Arizona) zu erweitern, wobei kurzzeitig auch Flüge nach Mexiko angeboten wurden. Als der Versuch fehlschlug, die Aktiva der in Konkurs befindlichen Braniff International aufzukaufen, wurde das Streckennetz in die nördlichen Bundesstaaten Washington, Oregon und Idaho erweitert. Die Flotte wurde um BAe 146 Regionalflugzeuge vergrößert, um kleinere Flughäfen an der Westküste, wie z. B. die kalifornischen Orte Eureka und Concorde, anzufliegen.
Im Jahr 1987 fusionierte PSA mit US Airways (USAir). Der letzte Flug unter PSA-Flugnummer fand am 8. April 1988 statt. Danach wurde das Streckennetz der Pacific Southwest Airlines nach und nach stillgelegt und das Fluggerät an die Ostküste verlegt. Das Operationszentrum am Flughafen San Diego wurde aufgegeben.
Am 1. November 1995 benannte US Airways eine andere Tochtergesellschaft in PSA Airlines um, um ihre Markenrechte für die ehemalige Pacific Southwest Airlines zu schützen.

## Unternehmenskultur

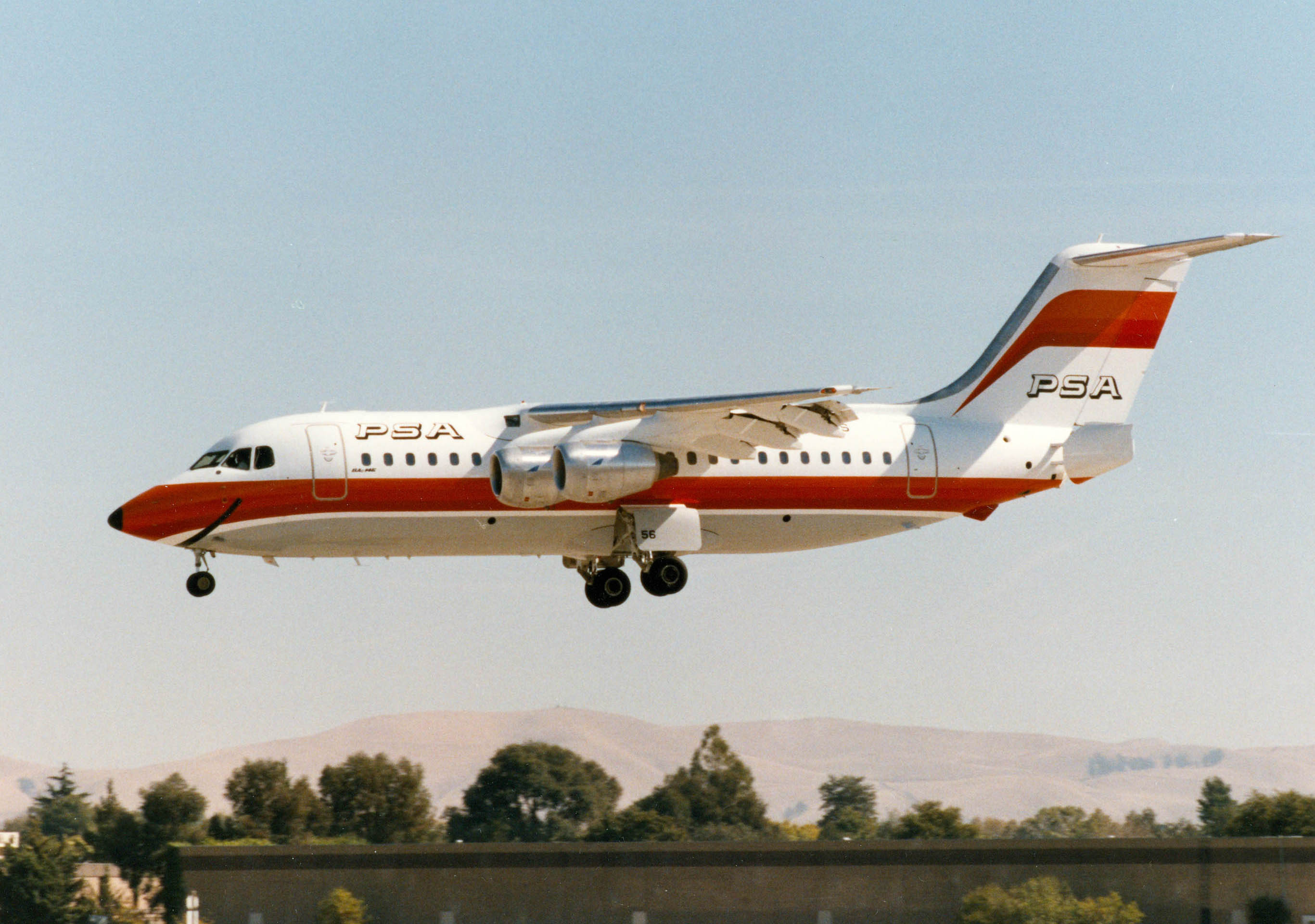
Eine BAe 146-200 der PSA 1985

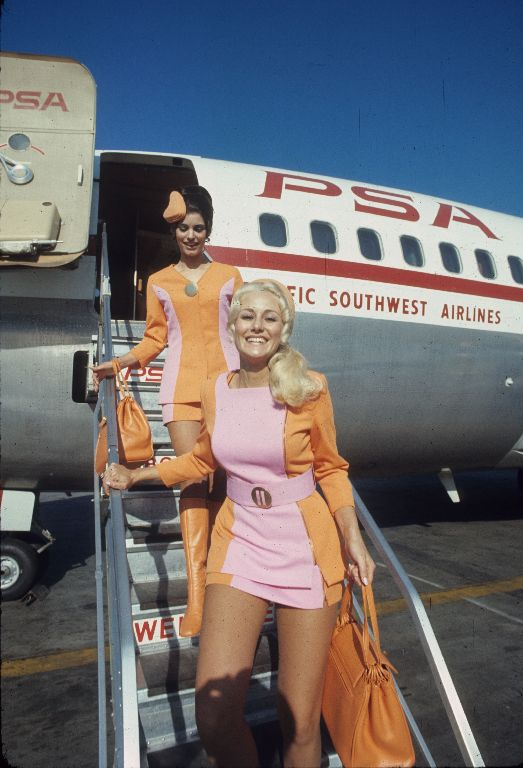
PSA-Flugbegleiter beim Verlassen des Flugzeugs

Der Unternehmensgründer Ken Friedkin gab das Firmenmotto aus, "The World's Friendliest Airline", der Welt freundlichste Fluggesellschaft zu sein. Er selbst trug Hawaiihemden und ermunterte Piloten und Stewardessen, mit den Passagieren zu scherzen. Zu einem Erkennungsmerkmal der Fluggesellschaft wurde dann der schwarze Streifen unterhalb des Cockpits, der als Verzierung ein lächelndes Gesicht ergab und in einer Werbekampagne als "Catch our smile", Erwische unser Lächeln, vermarktet wurde.
In den 1960er Jahren wurden farbenfrohe Stewardessenuniformen eingeführt, deren Rocklänge sich durch einen ausgesprochenen Minimalismus auszeichneten. In den 1970er Jahren wechselte man dann zu Hotpants. Eine ehemalige PSA Stewardess, Marilyn Tritt, schrieb ein Buch über ihre Dienstzeit und nannte es entsprechend Long Legs and Short Nights, lange Beine und kurze Nächte (ISBN 0-9649577-0-1).
Die Stewardessen waren bekannt dafür, einen geradezu übertriebenen Umgang mit den Passagieren zu pflegen. Dies führte zu einer Fankultur unter den Passagieren. Vielflieger brachten, vor allem morgens, etwas Süßes mit und gaben es den Piloten und Stewardessen. Einige davon, zusammen mit der Stewardess Sandy Daniels, organisierten sich sogar in der "Precious Stewardess Association". Das PSA Management reagierte darauf mit der "Precious Passenger Association", womit ausgezeichneten besonders freundlichen Passagieren dann mit Freidrinks gedankt wurde.
Der Gründer von Southwest Airlines, Herb Kelleher, schaute sich einige der Erfahrungen von PSA an und übernahm sie für seine Billigfluggesellschaft. So sind dort alkoholfreie Getränke kostenlos und jeder kann zwei Stücke Handgepäck frei mitnehmen. Im Vergleich gingen spätere Billigfluggesellschaften jedoch zu einem No-Frills-Konzept über.

## Zwischenfälle
- Einen verheerenden Rückschlag erfuhr die Fluggesellschaft im Jahre 1978, als eine Boeing 727 der Pacific Southwest Airlines (N533PS) im Landeanflug auf den Flughafen Lindbergh Field in San Diego mit einem Sportflugzeug des Typs Cessna 172 des Gibbs Flite Center (Montgomery Field) zusammenstieß. Beide Maschinen stürzten nordöstlich vom Flughafen in ein Wohnviertel. Die vollbesetzte Boeing 727 der PSA stürzte in die Dwight Street, Ecke Boundary Street und explodierte, die Cessna in die Nachbarschaft nahe der University Avenue. Die beiden Absturzstellen lagen zirka 700 Meter auseinander. Dabei fanden insgesamt 144 Menschen den Tod: 128 Passagiere, sieben Crewmitglieder, die zwei Piloten der Cessna und sieben Menschen, die sich zum Zeitpunkt des Unglücks auf der Straße oder in ihren Häusern befanden. Siehe Pacific-Southwest-Airlines-Flug 182.

- Am 7. Dezember 1987 brachte der kurz zuvor entlassene PSA-Angestellte David Burke eine Maschine auf dem Pacific-Southwest-Airlines-Flug 1771 zum Absturz, in der sein ehemaliger Vorgesetzter saß.[1]

## Trivia
PSA war – nach dem Ende seiner militärischen Laufbahn – der erste zivile Arbeitgeber von Chesley Sullenberger, der später (2009) mit seiner erfolgreichen Notwasserung auf dem Hudson River weltbekannt werden sollte.